# يوغي إدياتناث
يوغي إدياتناث (المولود باسم أجاي موهان سينغ بيشت في 5 يونيو 1972) هو راهب وسياسي هندي هندوسي من حزب بهاراتيا جاناتا. يشغل منصب رئيس وزراء ولاية أتر برديش منذ 19 مارس 2017 أي لقرابة 7 سنوات وهو أطول من شغل هذا المنصب حسب المدة، وهو رئيس الوزاء الوحيد الذي شغل المنصب لفترتين متتاليتين.
كان يوغي قبل ذلك عضو في البرلمان الهندي لنحو عقدين من 1998 إلى 2017. فكان من أصغر من دخل البرلمان الهندي بعمر 26 سنة عند انتخابه في عام 1998، وفاز بخمس دورات متتالية بدائرة جوراخبور. انتقل إلى سياسة ولاية أتر برديش في عام 2017 وانتخب رئيساً لوزراء الولاية. أصبح عضواً في المجلس التشريعي لولاية أتر برديش في عام 2017، ثم انتُخب عضواً في الجمعية التشريعية للولاية في عام 2022 بعد فوزه بدائرة جوراخبور أوربان.
يشغل أديتياناث يشغل منصب ماهانت (رئيس الكهنة) دير جوراخناث ماث الهندوسي بجوراخبور، وقد تولى هذا المنصب منذ سبتمبر 2014 بعد وفاة معلمه الروحي ماهانت أفيدياناث. وهو أيضًا مؤسس منظمة يوفا فاهيني الهندوسية القومية. يوغي قومي هندوتفا ومحافظ اجتماعي. وقد احتل أديتياناث المرتبة الخامسة في عام 2023 والمرتبة السادسة في عام 2024 في قائمة أقوى الشخصيات في الهند التي نشرتها إكسبرس الهندية.
يوغي كاره ومحرض على مسلمي الهند ويصفه البعض بأنه أكثر سياسي هندي يقسم المجتمع. تشمل خطاباته تعزيز الاستقطاب الديني والتفوق الهندوسي وفكرة أن حقوق الهندوس تتعارض مع حقوق المسلمين، فخلط مرارا وتكرارا بين المسلمين والإرهابيين والمجرمين، ووصف أحزاب المعارضة في الهند أنها تحاول استرضاء المسلمين. ينظر إليه مجموعة كبيرة من القوميين الهندوس في جميع أنحاء البلاد أنه خليفة محتمل لرئيس الوزراء مودي.